# Delvaux (merk)

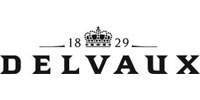
Logo Delvaux

Delvaux is een Belgisch merk van luxegoederen, gespecialiseerd in maroquinerie.

## Geschiedenis
Charles Delvaux stichtte het huis in 1829. Oorspronkelijk was de huisspecialiteit reiskoffers, maar langzaam werden de artikelen verfijnd. Koning Leopold II was reeds klant aan huis, en benoemde ze tot leveranciers aan het Belgische Hof. In het begin van de 20ste eeuw werd het productgamma uitgebreid met handtassen voor dames.
In 1933 werd het bedrijf overgenomen door Frans Schwennicke.
Delvaux is een van de bekendste specialisten op het gebied van handtassen. Filialen zijn gevestigd in België, Frankrijk, Japan, Volksrepubliek China, Zuid-Korea, Italië, Verenigd Koninkrijk, Rusland en de Verenigde Staten.
Op 27 juli 2011 maakte Delvaux bekend dat een bedrijf uit Hongkong, Fung Brands Limited, een meerderheidsparticipatie genomen heeft. Delvaux wil zo de internationale groei versnellen. De familie Schwennicke blijft een minderheidsparticipatie behouden.
Sinds 2021 maakt Delvaux deel uit van het Zwitserse luxeconcern Richemont.

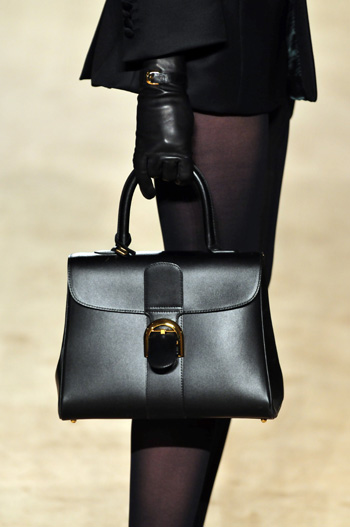
Delvaux (2010)
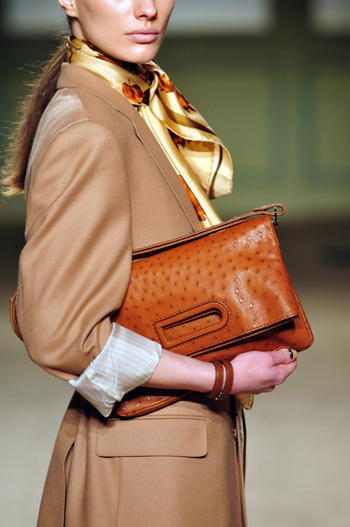
Delvaux (2010)
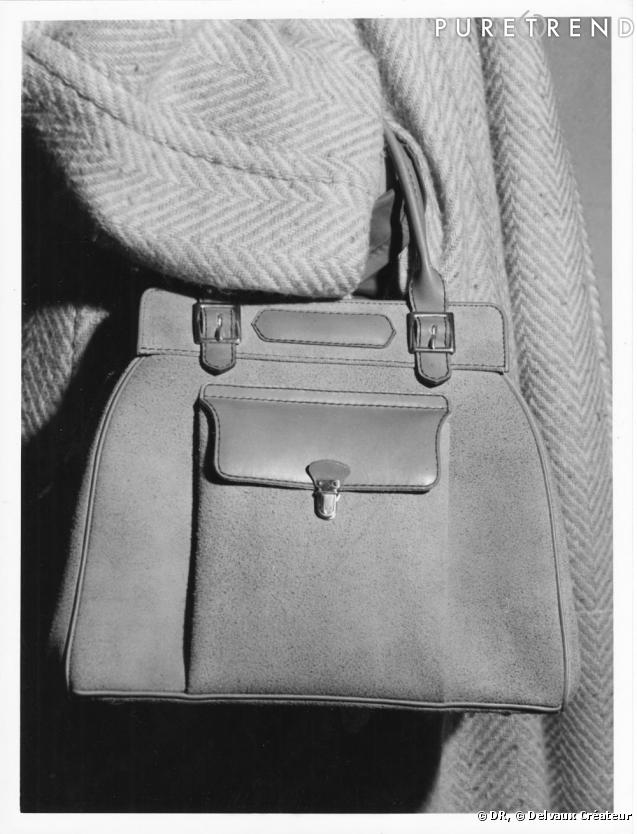
Delvaux (1950)